# Architektura organiczna

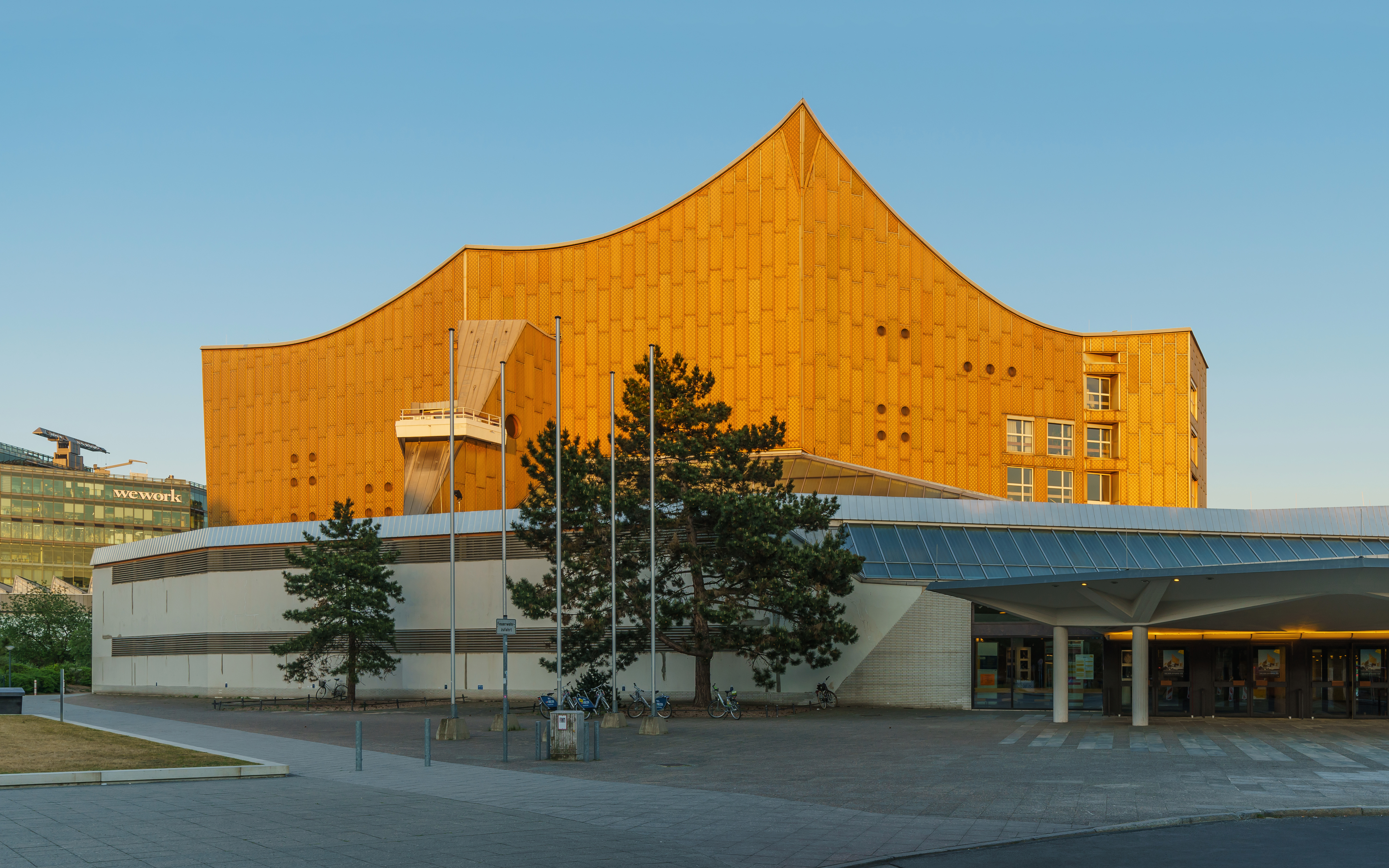
Architektura organiczna:
H. Scharoun, Filharmonia w Berlinie

Architektura organiczna - kierunek w modernistycznej architekturze opierający się na założeniu, że architektura powinna być kształtowana w analogii do natury. Cechuje się płynnym i plastycznym kształtowaniem formy, wzorowanej czasem na organizmach żywych. 
Architektura organiczna rozwijała się od początku XX wieku, szczególnie zaś w latach 20. i miała swój wielki rozkwit w latach 50. i 60.

## Historia
Autorem tezy o analogii między architekturą i naturą był działający w 1. połowie XIX wieku amerykański rzeźbiarz Horatio Greenough. Postulował on odejście od gorsetu historyzmu i naturalne kształtowanie bez związania schematami. Wśród wyróżniających się architektów wątek tej analogii w podjął Louis Sullivan, który uważał, że kształtowanie architektury nie polega na naddawaniu formy, lecz jej odszukiwaniu. W 1896 w swojej książce The tall office building (dosł. wysoki biurowiec) pisał, że życie charakteryzuje się tym, że formę przybiera do funkcji i że właściwą istotą każdego problemu jest to, że zawiera rozwiązanie i je podpowiada.
O ile funkcjonalistyczne prądy modernizmu korzystały z analogii do przyrody tylko w sensie ontologicznym, twórcy organicznej architektury naśladowali przyrodę stosunkowo dosłownie, uważając przy tym nierzadko, że architektura powinna stawać się częścią przyrody. Hugo Häring pisał, że dążąc do odnalezienia kształtu, nie zaś do sztywnej formy, będziemy w zgodzie z naturą. Zwolennicy architektury organicznej argumentowali, że architektura modernistyczna, jako skierowana na potrzeby człowieka i oparta na naukowym pojmowaniu świata, powinna wypływać z żywotnych prądów natury, nie zaś być kreślona od linijki. Krytykowali też jako nienaturalną i niepotrzebną stylizację kubiczne kształty budynków, zwłaszcza jeżeli ich zewnętrzna forma przyjmowała inny kształt przestrzenny niż funkcja. Ich dzieła przejmowały zatem kształty skomplikowane, lecz wypływające z rzeczywistych zależności funkcjonalno-przestrzennych. Stąd też używa się niekiedy określeń funkcjonalizm organiczny lub modernizm organiczny.
Jakkolwiek architektura organiczna pozostawała zawsze w cieniu stylu międzynarodowego, wywarła wpływ przede wszystkim na jednoprzestrzenne obiekty użyteczności publicznej takie jak kościoły czy teatry. Przy konstrukcjach przekryć o wielkich rozpiętościach wykorzystywano formy przywołujące zawartą w naturze zasadę minimalnego wykorzystania materiału. Do rozwoju architektury organicznej epoki modernizmu przyczynił się postęp w naukach takich jak akustyka i materiałoznawstwo, które potwierdziły sens tworzonych częściowo instynktownie plastycznych form, jak również nowe techniki obliczeniowe.
Architektura organiczna rozwija się do chwili obecnej w epoce postmodernizmu.

## Wybrani przedstawiciele
- Alvar Aalto
- Rudolf Steiner
- Hermann Finsterlin
- Hugo Häring
- Imre Makovecz
- Hans Scharoun
- Frank Lloyd Wright
- Antoni Gaudí

## Literatura
- Aleksander Serafin, Abstrakcja geometryczna, a forma organiczna, Wydawnictwa Politechniki Łódzkiej, Łódź 2014, ISBN 978-83-7283-596-3.
- Peter Blundell-Jones, Hugo Häring: the organic versus the geometric, Edition Axel Menges, Stuttgart 1999, ISBN 3-930698-91-9.